# رسوایی چون‌هوا
رسوایی چون‌هوا (انگلیسی: The Scandal of Chunhwa؛‏ کره‌ای: 춘화연애담) یک مجموعه تلویزیونی محصول کره جنوبی با بازی گو آرا، چانگ ریول و کانگ چان هی است. این مجموعه دربارهٔ شاهدخت هوا ری است که پس از شکست در عشق اولش، تصمیم می‌گیرد خود به دنبال عشق واقعی‌اش بگردد. او بعداً وارد روابط پیچیده‌ای با هوان، معروف‌ترین خوش‌گذران شهر و جانگ وون، معروف‌ترین داماد احتمالی، می‌شود. رسوایی چون‌هوا از ۶ فوریه ۲۰۲۵ از تیوینگ پخش شد.

## بازیگران

### اصلی
- گو آرا در نقش شاهدخت هوا ری[۲]
- چانگ ریول در نقش چوی هوان[۳]
- کانگ چان هی در نقش جانگ وون[۲]

### مکمل
- سون وو هیون در نقش ولیعهد لی سونگ[۴]

برادر بزرگتر هوا ری
- لیم هوا یونگ در نقش این جونگ[۵]

همسر ولیعهد که فرزندی ندارد
- لی سول[۶]
- به یون کیو در نقش کیم مین هونگ[۷]
- دو یون جین در نقش شاهدخت هوا جین[۸]

رقیب زندگی هوا ری

## تولید

### توسعه
رسوایی چون‌هوا به کارگردانی لی کوانگ یونگ است که کارگردانی مجموعه‌های تلویزیونی بهش بگو عشق (۲۰۲۳) و نه متشکرم (۲۰۲۲) را بر عهده داشته است و به نویسندگی سو اون جونگ است.
بیاند جِی که قبلاً با وجود اینکه می‌دانم (۲۰۲۱) را تولید کرده بود و اس‌ال‌ال که تولد دوباره در خانواده پولدار (۲۰۲۲)، دکتر چا (۲۰۲۳) و پادشاه سرزمین (۲۰۲۳) را تولید کرده است، مسئولیت تولید این مجموعه را بر عهده دارند.

### فیلم‌برداری
به گزارش استار نیوز در ۲۸ سپتامبر ۲۰۲۳، فیلم‌برداری مجدد رسوایی چون‌هوا از ۲۶ سپتامبر ۲۰۲۳ شروع شده است.

### انتخاب بازیگران
در ابتدا گو آه سونگ برای نقش شاهدخت هوا ری انتخاب شده بود. در ۸ سپتامبر ۲۰۲۳، تشخیص داده شد که دچار شکستگی استخوان خاجی شده است و به ۱۲ هفته بهبودی نیاز دارد و او مجبور شد که این مجموعه را ترک کند. در ۱۲ سپتامبر آژانس گو آرا تأیید کرد که او به عنوان جایگزین نقش اصلی در این مجموعه حضور پیدا می‌کند.

## انتشار
رسوایی چون‌هوا در ۶ فوریه ۲۰۲۵ از تیوینگ پخش شد.